# Chorodna testaceata
Chorodna testaceata là một loài bướm đêm trong họ Geometridae.